# 日本のテレビドラマ一覧 (2020年代)
日本のテレビドラマ一覧 (2020年代) では、「日本のテレビドラマ一覧」を年代順に並べ替えて、一覧にする。
帯ドラマ、時代劇、特撮番組、日本以外のドラマについては、ここでは扱わない。各記事を参照のこと。

## 2020年
| 作品名                                     | ジャンル         | 制作局     | 放送日時                                        | 主演              |
| ------------------------------------------ | ---------------- | ---------- | ----------------------------------------------- | ----------------- |
| 絶対零度～未然犯罪潜入捜査～(Season4)      | 刑事ドラマ       | フジテレビ | 月曜21:00 - 21:54                               | 沢村一樹          |
| 病院の治しかた〜ドクター有原の挑戦〜       | 医療ドラマ       | テレビ東京 | 月曜22:00 - 22:54                               | 小泉孝太郎        |
| やめるときも、すこやかなるときも           | 恋愛ドラマ       | 日本テレビ | 火曜0:59 - 1:29 （月曜深夜）                    | 藤ヶ谷太輔        |
| 10の秘密                                   | サスペンスドラマ | 関西テレビ | 火曜21:00 - 21:54                               | 向井理            |
| 恋はつづくよどこまでも                     | 恋愛・医療ドラマ | TBS        | 火曜22:00 - 22:57                               | 上白石萌音        |
| SEDAI WARS                                 | 社会派ドラマ     | 毎日放送   | 水曜深夜1:28 - 1:58（火曜深夜） TBSでの放送時間 | 山田裕貴          |
| 知らなくていいコト                         | 社会派ドラマ     | 日本テレビ | 水曜22:00 - 23:00                               | 吉高由里子        |
| 僕はどこから                               | サスペンスドラマ | テレビ東京 | 木曜0:12 - 0:52 （水曜深夜）                    | 中島裕翔          |
| DASADA                                     | 学園ドラマ       | 日本テレビ | 木曜0:59 - 1:29 （水曜深夜）                    | 日向坂46          |
| 来世ではちゃんとします                     | 恋愛ドラマ       | テレビ東京 | 木曜1:30 - 2:00 （水曜深夜）                    | 内田理央          |
| ケイジとケンジ～所轄と地検の24時～         | 刑事ドラマ       | テレビ朝日 | 木曜21:00 - 21:54                               | 桐谷健太 東出昌大 |
| アライブ がん専門医のカルテ                | 医療ドラマ       | フジテレビ | 木曜22:00 - 22:54                               | 松下奈緒          |
| ランチ合コン探偵～恋とグルメと謎解きと～   | 恋愛コメディ     | 日本テレビ | 木曜23:59 - 翌0:54                              | 山本美月          |
| ゆるキャン△                                | 人間ドラマ       | テレビ東京 | 金曜1:00 - 1:30 （木曜深夜）                    | 福原遥            |
| 駐在刑事 Season2                           | 刑事コメディ     | テレビ東京 | 金曜20:00 - 20:54                               | 寺島進            |
| ハムラアキラ～世界で最も不運な探偵～       | ミステリー       | NHK総合    | 金曜22:00 - 22:50                               | シシド・カフカ    |
| 病室で念仏を唱えないでください             | 医療コメディ     | TBS        | 金曜22:00 - 22:54                               | 伊藤英明          |
| 女子高生の無駄づかい                       | 学園ドラマ       | テレビ朝日 | 金曜23:15 - 翌0:15                              | 岡田結実          |
| コタキ兄弟と四苦八苦                       | 人間コメディ     | テレビ東京 | 土曜0:12 - 0:52 （金曜深夜）                    | 古舘寛治 滝藤賢一 |
| 絶メシロード                               | グルメドラマ     | テレビ東京 | 土曜0:52 - 1:23 （金曜深夜）                    | 濱津隆之          |
| 心の傷を癒すということ                     | 医療・人間ドラマ | NHK総合    | 土曜21:00 - 21:49                               | 柄本佑            |
| トップナイフ-天才脳外科医の条件-           | 医療ドラマ       | 日本テレビ | 土曜22:00 - 22:54                               | 天海祐希          |
| アリバイ崩し承ります                       | ミステリー       | テレビ朝日 | 土曜23:15 - 翌0:05                              | 浜辺美波          |
| 伝説のお母さん                             | 保活ドラマ       | NHK総合    | 土曜23:30 - 23:59                               | 前田敦子          |
| パパがも一度恋をした                       | 恋愛コメディ     | 東海テレビ | 土曜23:40 - 翌0:35                              | 小澤征悦          |
| テセウスの船                               | ミステリー       | TBS        | 日曜21:00 - 21:54                               | 竹内涼真          |
| シロでもクロでもない世界で、パンダは笑う。 |                  | 読売テレビ | 日曜22:30 - 23:25                               | 横浜流星 清野菜名 |

| 作品名                                               | ジャンル         | 制作局            | 放送日時                     | 主演                |
| ---------------------------------------------------- | ---------------- | ----------------- | ---------------------------- | ------------------- |
| SUITS/スーツ2                                        | 弁護士ドラマ     | フジテレビ        | 月曜21:00 - 21:54            | 織田裕二            |
| 行列の女神〜らーめん才遊記〜                         | グルメドラマ     | テレビ東京        | 月曜22:00 - 22:54            | 鈴木京香            |
| 正しいロックバンドの作り方                           |                  | 日本テレビ        | 火曜0:59 - 1:29 （月曜深夜） | 藤井流星            |
| 探偵・由利麟太郎                                     | サスペンスドラマ | 関西テレビ        | 火曜21:00 - 21:54            | 吉川晃司            |
| 特捜9（season3）                                     | 刑事ドラマ       | テレビ朝日        | 水曜21:00 - 21:54            | 井ノ原快彦          |
| ハケンの品格                                         | 社会派ドラマ     | 日本テレビ        | 水曜22:00 - 23:00            | 篠原涼子            |
| レンタルなんもしない人                               |                  | テレビ東京        | 木曜0:12 - 0:52 （水曜深夜） | 増田貴久            |
| 警視庁・捜査一課長2020                               | 刑事ドラマ       | テレビ朝日        | 木曜20:00 - 20:54            | 内藤剛志            |
| BG〜身辺警護人〜                                     | サスペンスドラマ | テレビ朝日        | 木曜21:00 - 21:54            | 木村拓哉            |
| ギルティ〜この恋は罪ですか?〜                        |                  | 日本テレビ        | 木曜23:59 - 翌0:54           | 新川優愛            |
| サイレント・ヴォイス 行動心理捜査官・楯岡絵麻Season1 | 刑事ドラマ       | テレビ東京        | 金曜20:00 - 20:54            | 栗山千明            |
| 家政夫のミタゾノ(第４シリーズ)                       | ヒューマンドラマ | テレビ朝日        | 金曜23:15 - 翌0:15           | 松岡昌宏            |
| 浦安鉄筋家族                                         | 人間コメディ     | テレビ東京        | 土曜0:12 - 0:52 （金曜深夜） | 佐藤二朗            |
| 捨ててよ、安達さん。                                 |                  | テレビ東京        | 土曜0:52 - 1:23 （金曜深夜） | 安達祐実            |
| M 愛すべき人がいて                                   | ヒューマンドラマ | テレビ朝日        | 土曜23:15 - 翌0:05           | 安斉かれん 三浦翔平 |
| いいね!光源氏くん                                    | SFドラマ         | NHK総合           | 土曜23:30 - 23:59            | 伊藤沙莉 千葉雄大   |
| 隕石家族                                             |                  | 東海テレビ        | 土曜23:40 - 翌0:35           | 羽田美智子          |
| 犯罪症候群 Season2                                   |                  | 東海テレビ、WOWOW | 土曜23:40 - 翌0:35           | 谷原章介            |
| 美食探偵 明智五郎                                    | グルメドラマ     | 日本テレビ        | 日曜22:30 - 23:25            | 中村倫也            |

| 作品名                                    | ジャンル             | 制作局            | 放送日時                     | 主演                |
| ----------------------------------------- | -------------------- | ----------------- | ---------------------------- | ------------------- |
| 竜の道 二つの顔の復讐者                   | 復讐ドラマ           | 関西テレビ        | 火曜21:00 - 21:54            | 玉木宏              |
| DIVER-特殊潜入班-                         | 刑事ドラマ           | 関西テレビ        | 火曜21:00 - 21:54            | 福士蒼汰            |
| 私の家政夫ナギサさん                      | 恋愛ドラマ           | TBS               | 火曜22:00 - 22:57            | 多部未華子          |
| おカネの切れ目が恋のはじまり              | 恋愛ドラマ           | TBS               | 火曜22:00 - 22:57            | 松岡茉優            |
| 刑事7人(Season6)                          | 刑事ドラマ           | テレビ朝日        | 水曜21:00 - 21:54            | 東山紀之            |
| 私たちはどうかしている                    | ラブミステリー       | 日本テレビ        | 水曜22:00 - 23:00            | 浜辺美波 横浜流星   |
| ふろがーる!                               |                      | テレビ東京        | 木曜0:58 - 1:28 （水曜深夜） | 桜井日奈子          |
| 働かざる者たち                            |                      | テレビ東京        | 木曜0:58 - 1:28 （水曜深夜） | 濱田岳              |
| 未解決の女 警視庁文書捜査官（Season2）    | 刑事ドラマ           | テレビ朝日        | 木曜21:00 - 21:54            | 波瑠                |
| アンサング・シンデレラ 病院薬剤師の処方箋 | 医療ドラマ           | フジテレビ        | 木曜22:00 - 22:54            | 石原さとみ          |
| おじさんはカワイイものがお好き。          |                      | 日本テレビ        | 木曜23:59 - 翌0:54           | 眞島秀和            |
| テレビ演劇 サクセス荘2                    |                      | テレビ東京        | 金曜1:00 - 1:30 （木曜深夜） | 和田雅成            |
| ディア・ペイシェント〜絆のカルテ〜        | 医療ドラマ           | NHK総合           | 金曜22:00 - 22:45            | 貫地谷しほり        |
| MIU404                                    | 刑事ドラマ           | TBS               | 金曜22:00 - 22:54            | 綾野剛 星野源       |
| キワドい2人 -K2-池袋署刑事課 神崎・黒木   | 刑事ドラマ           | TBS               | 金曜22:00 - 22:54            | 山田涼介 田中圭     |
| 真夏の少年〜19452020                      | 青春ヒューマンドラマ | テレビ朝日        | 金曜23:15 - 翌0:15           | 美 少年             |
| 天使にリクエストを〜人生最後の願い〜      | 医療・人間ドラマ     | NHK総合           | 土曜21:00 - 21:49            | 江口洋介            |
| 未満警察 ミッドナイトランナー             | 刑事ドラマ           | 日本テレビ        | 土曜22:00 - 22:54            | 中島健人 平野紫耀   |
| 妖怪シェアハウス                          | ホラーコメディー     | テレビ朝日        | 土曜23:15 - 翌0:05           | 小芝風花            |
| 彼女が成仏できない理由                    | ラブコメディー       | NHK総合           | 土曜23:30 - 23:59            | 森崎ウィン 高城れに |
| ミラー・ツインズ Season2                  |                      | 東海テレビ、WOWOW | 土曜23:40 - 翌0:35           | 藤ヶ谷太輔          |
| 13                                        | 社会派ドラマ         | 東海テレビ        | 土曜23:40 - 翌0:35           | 桜庭ななみ          |
| 恐怖新聞                                  |                      | 東海テレビ        | 土曜23:40 - 翌0:35           | 白石聖              |
| 半沢直樹                                  | 経済ドラマ           | TBS               | 日曜21:00 - 21:54            | 堺雅人              |
| 親バカ青春白書                            | 青春コメディ         | 日本テレビ        | 日曜22:30 - 23:25            | ムロツヨシ          |

| 作品名                            | ジャンル               | 制作局     | 放送日時           | 主演              |
| --------------------------------- | ---------------------- | ---------- | ------------------ | ----------------- |
| 監察医 朝顔2                      | 医療ドラマ             | フジテレビ | 月曜21:00 - 21:54  | 上野樹里          |
| 共演NG                            |                        | テレビ東京 | 月曜22:00 - 22:54  | 中井貴一 鈴木京香 |
| 姉ちゃんの恋人                    | 恋愛ドラマ             | 関西テレビ | 火曜21:00 - 21:54  | 有村架純          |
| この恋あたためますか              | 恋愛ドラマ             | TBS        | 火曜22:00 - 22:57  | 森七菜            |
| 相棒（Season19）                  | 刑事ドラマ             | テレビ朝日 | 水曜21:00 - 21:54  | 水谷豊            |
| #リモラブ 〜普通の恋は邪道〜      |                        | 日本テレビ | 水曜22:00 - 23:00  | 波瑠              |
| 科捜研の女（Season 20）           | 刑事ドラマ             | テレビ朝日 | 木曜20:00 - 20:54  | 沢口靖子          |
| 七人の秘書                        |                        | テレビ朝日 | 木曜21:00 - 21:54  | 木村文乃          |
| ルパンの娘（第2シリーズ）         | 恋愛・アクションドラマ | フジテレビ | 木曜22:00 - 22:54  | 深田恭子          |
| 記憶捜査2〜新宿東署事件ファイル〜 | 刑事ドラマ             | テレビ東京 | 金曜20:00 - 20:54  | 北大路欣也        |
| タリオ 復讐代行の2人              |                        | NHK総合    | 金曜22:00 - 22:45  | 浜辺美波 岡田将生 |
| 恋する母たち                      |                        | TBS        | 金曜22:00 - 22:54  | 木村佳乃          |
| 24 JAPAN                          |                        | テレビ朝日 | 金曜23:15 - 翌0:15 | 唐沢寿明          |
| 35歳の少女                        | ヒューマンドラマ       | 日本テレビ | 土曜22:00 - 22:54  | 柴咲コウ          |
| 先生を消す方程式。                | 学園ドラマ             | テレビ朝日 | 土曜23:00 - 23:30  | 田中圭            |
| さくらの親子丼（第3シリーズ）     |                        | 東海テレビ | 土曜23:40 - 翌0:35 | 真矢ミキ          |
| 危険なビーナス                    | サスペンスドラマ       | TBS        | 日曜21:00 - 21:54  | 妻夫木聡          |
| 極主夫道                          |                        | 読売テレビ | 日曜22:30 - 23:25  | 玉木宏            |

## 2021年
| 作品名                                            | ジャンル         | 制作局     | 放送日時           | 主演         |
| ------------------------------------------------- | ---------------- | ---------- | ------------------ | ------------ |
| アノニマス〜警視庁“指殺人”対策室〜                |                  | テレビ東京 | 月曜22:00 - 22:54  | 香取慎吾     |
| 青のSP―学校内警察・嶋田隆平―                      | 学園ドラマ       | 関西テレビ | 火曜21:00 - 21:54  | 藤原竜也     |
| オー!マイ・ボス!恋は別冊で                        | 恋愛ドラマ       | TBS        | 火曜22:00 - 22:57  | 上白石萌音   |
| ウチの娘は、彼氏が出来ない!!                      |                  | 日本テレビ | 水曜22:00 - 23:00  | 菅野美穂     |
| 遺留捜査（第6シーズン）                           | 刑事ドラマ       | テレビ朝日 | 木曜20:00 - 20:54  | 上川隆也     |
| にじいろカルテ                                    | 医療ドラマ       | テレビ朝日 | 木曜21:00 - 21:54  | 高畑充希     |
| 知ってるワイフ                                    | SFドラマ         | フジテレビ | 木曜22:00 - 22:54  | 大倉忠義     |
| 警視庁強行犯係 樋口顕                             | 刑事ドラマ       | テレビ東京 | 金曜20:00 - 20:54  | 内藤剛志     |
| ドリームチーム                                    |                  | NHK総合    | 金曜22:00 - 22:45  | 山口紗弥加   |
| 俺の家の話                                        | ホームドラマ     | TBS        | 金曜22:00 - 22:54  | 長瀬智也     |
| 六畳間のピアノマン                                |                  | NHK総合    | 土曜21:00 - 21:49  | 加藤シゲアキ |
| レッドアイズ 監視捜査班                           | 刑事ドラマ       | 日本テレビ | 土曜22:00 - 22:54  | 亀梨和也     |
| モコミ〜彼女ちょっとヘンだけど〜                  |                  | テレビ朝日 | 土曜23:00 - 23:30  | 小芝風花     |
| 書けないッ!?〜脚本家 吉丸圭佑の筋書きのない生活〜 |                  | テレビ朝日 | 土曜23:30 - 翌0:00 | 生田斗真     |
| その女、ジルバ                                    |                  | 東海テレビ | 土曜23:40 - 翌0:35 | 池脇千鶴     |
| 天国と地獄〜サイコな2人〜                         | ミステリードラマ | TBS        | 日曜21:00 - 21:54  | 綾瀬はるか   |
| 君と世界が終わる日に                              |                  | 日本テレビ | 日曜22:30 - 23:25  | 竹内涼真     |

| 作品名                                          | ジャンル   | 制作局     | 放送日時           | 主演            |
| ----------------------------------------------- | ---------- | ---------- | ------------------ | --------------- |
| イチケイのカラス                                |            | フジテレビ | 月曜21:00 - 21:54  | 竹野内豊        |
| 珈琲いかがでしょう                              |            | テレビ東京 | 月曜23:06 - 23:55  | 中村倫也        |
| シェフは名探偵                                  |            | テレビ東京 | 月曜23:06 - 23:55  | 西島秀俊        |
| 大豆田とわ子と三人の元夫                        |            | 関西テレビ | 火曜21:00 - 21:54  | 松たか子        |
| 着飾る恋には理由があって                        | 恋愛ドラマ | TBS        | 火曜22:00 - 22:57  | 川口春奈        |
| 特捜9（season4）                                | 刑事ドラマ | テレビ朝日 | 水曜21:00 - 21:54  | 井ノ原快彦      |
| 恋はDeepに                                      |            | 日本テレビ | 水曜22:00 - 23:00  | 石原さとみ      |
| 警視庁・捜査一課長（Season5）                   | 刑事ドラマ | テレビ朝日 | 木曜20:00 - 20:54  | 内藤剛志        |
| 桜の塔                                          |            | テレビ朝日 | 木曜21:00 - 21:54  | 玉木宏          |
| レンアイ漫画家                                  |            | フジテレビ | 木曜22:00 - 22:54  | 鈴木亮平        |
| 警視庁ゼロ係〜生活安全課なんでも相談室〜SEASON5 | 刑事ドラマ | テレビ東京 | 金曜20:00 - 20:54  | 小泉孝太郎      |
| 半径5メートル                                   |            | NHK総合    | 金曜22:00 - 22:44  | 芳根京子        |
| リコカツ                                        |            | TBS        | 金曜22:00 - 22:54  | 北川景子        |
| あのときキスしておけば                          |            | テレビ朝日 | 金曜23:15 - 翌0:15 | 松坂桃李        |
| 今ここにある危機とぼくの好感度について          |            | NHK総合    | 土曜21:00 - 21:49  | 松坂桃李        |
| ひきこもり先生                                  |            | NHK総合    | 土曜21:00 - 21:49  | 佐藤二朗        |
| コントが始まる                                  |            | 日本テレビ | 土曜22:00 - 22:54  | 菅田将暉        |
| 泣くな研修医                                    |            | テレビ朝日 | 土曜23:00 - 23:30  | 白濱亜嵐        |
| コタローは1人暮らし                             |            | テレビ朝日 | 土曜23:30 - 翌0:00 | 横山裕          |
| 最高のオバハン 中島ハルコ                       |            | 東海テレビ | 土曜23:40 - 翌0:35 | 大地真央        |
| #コールドゲーム                                 |            | 東海テレビ | 土曜23:40 - 翌0:35 | 羽田美智子      |
| ドラゴン桜（第2シリーズ）                       | 学園ドラマ | TBS        | 日曜21:00 - 21:54  | 阿部寛          |
| ネメシス                                        |            | 日本テレビ | 日曜22:30 - 23:25  | 広瀬すず 櫻井翔 |

| 作品名                             | ジャンル         | 制作局            | 放送日時           | 主演                |
| ---------------------------------- | ---------------- | ----------------- | ------------------ | ------------------- |
| ナイト・ドクター                   | 医療ドラマ       | フジテレビ        | 月曜21:00 - 21:54  | 波瑠                |
| うきわ -友達以上、不倫未満-        |                  | テレビ東京        | 月曜23:06 - 23:55  | 門脇麦              |
| 彼女はキレイだった                 | 恋愛ドラマ       | 関西テレビ        | 火曜21:00 - 21:54  | 中島健人 小芝風花   |
| プロミス・シンデレラ               | 恋愛ドラマ       | TBS               | 火曜22:00 - 22:57  | 二階堂ふみ          |
| 刑事7人(Season7)                   | 刑事ドラマ       | テレビ朝日        | 水曜21:00 - 21:54  | 東山紀之            |
| ハコヅメ〜たたかう!交番女子〜      | 警察ドラマ       | 日本テレビ        | 水曜22:00 - 23:00  | 戸田恵梨香 永野芽郁 |
| IP〜サイバー捜査班                 | 刑事ドラマ       | テレビ朝日        | 木曜20:00 - 20:54  | 佐々木蔵之介        |
| 緊急取調室（4th SEASON）           | 刑事ドラマ       | テレビ朝日        | 木曜21:00 - 21:54  | 天海祐希            |
| 推しの王子様                       | 恋愛ドラマ       | フジテレビ        | 木曜22:00 - 22:54  | 比嘉愛未            |
| オリバーな犬、 (Gosh!!) このヤロウ |                  | NHK総合           | 金曜22:00 - 22:44  | 池松壮亮            |
| #家族募集します                    | ファミリードラマ | TBS               | 金曜22:00 - 22:54  | 重岡大毅            |
| 漂着者                             | ミステリードラマ | テレビ朝日        | 金曜23:15 - 翌0:15 | 斎藤工              |
| ボイスII 110緊急指令室             | 刑事ドラマ       | 日本テレビ        | 土曜22:00 - 22:54  | 唐沢寿明            |
| ザ・ハイスクール ヒーローズ        |                  | テレビ朝日        | 土曜23:00 - 翌0:00 | 美 少年             |
| 准教授・高槻彰良の推察 Season1     |                  | 東海テレビ、WOWOW | 土曜23:40 - 翌0:35 | 伊野尾慧            |
| TOKYO MER 〜走る緊急救命室〜       | 医療ドラマ       | TBS               | 日曜21:00 - 21:54  | 鈴木亮平            |
| ボクの殺意が恋をした               |                  | 読売テレビ        | 日曜22:30 - 23:25  | 中川大志            |

| 作品名                                           | ジャンル         | 制作局     | 放送日時           | 主演             |
| ------------------------------------------------ | ---------------- | ---------- | ------------------ | ---------------- |
| ラジエーションハウスII〜放射線科の診断レポート〜 | 医療ドラマ       | フジテレビ | 月曜21:00 - 21:54  | 窪田正孝         |
| アバランチ                                       |                  | 関西テレビ | 月曜22:00 - 22:54  | 綾野剛           |
| じゃない方の彼女                                 |                  | テレビ東京 | 月曜23:06 - 23:55  | 濱田岳           |
| 婚姻届に判を捺しただけですが                     | 恋愛ドラマ       | TBS        | 火曜22:00 - 22:57  | 清野菜名         |
| 相棒season20                                     | 刑事ドラマ       | テレビ朝日 | 水曜21:00 - 21:54  | 水谷豊           |
| 恋です! 〜ヤンキー君と白杖ガール〜               | ラブコメディー   | 日本テレビ | 水曜22:00 - 23:00  | 杉咲花           |
| 科捜研の女 season21                              | 刑事ドラマ       | テレビ朝日 | 木曜20:00 - 20:54  | 沢口靖子         |
| ドクターX〜外科医・大門未知子〜                  | 医療ドラマ       | テレビ朝日 | 木曜21:00 - 21:54  | 米倉涼子         |
| SUPER RICH                                       | 企業ドラマ       | フジテレビ | 木曜22:00 - 22:54  | 江口のりこ       |
| らせんの迷宮〜DNA科学捜査〜                      |                  | テレビ東京 | 金曜20:00 - 20:54  | 田中圭           |
| 群青領域                                         |                  | NHK総合    | 金曜22:00 - 22:44  | シム・ウンギョン |
| 最愛                                             | 恋愛サスペンス   | TBS        | 金曜22:00 - 22:54  | 吉高由里子       |
| 和田家の男たち                                   |                  | テレビ朝日 | 金曜23:15 - 翌0:15 | 相葉雅紀         |
| 正義の天秤                                       | 法廷ミステリー   | NHK総合    | 土曜21:00 - 21:49  | 亀梨和也         |
| 風の向こうへ駆け抜けろ                           | ヒューマンドラマ | NHK総合    | 土曜21:00 - 22:13  | 平手友梨奈       |
| 二月の勝者-絶対合格の教室-                       | 学園ドラマ       | 日本テレビ | 土曜22:00 - 22:54  | 柳楽優弥         |
| 言霊荘                                           |                  | テレビ朝日 | 土曜23:00 - 23:30  | 西野七瀬         |
| 消えた初恋                                       | 恋愛ドラマ       | テレビ朝日 | 土曜23:30 - 翌0:00 | 道枝駿佑 目黒蓮  |
| 顔だけ先生                                       |                  | 東海テレビ | 土曜23:40 - 翌0:35 | 神尾楓珠         |
| 日本沈没-希望のひと-                             | 社会派ドラマ     | TBS        | 日曜21:00 - 21:54  | 小栗旬           |
| 真犯人フラグ                                     | ミステリードラマ | 日本テレビ | 日曜22:30 - 23:25  | 西島秀俊         |

## 2022年
| 作品名                               | ジャンル         | 制作局            | 放送日時                     | 主演         |
| ------------------------------------ | ---------------- | ----------------- | ---------------------------- | ------------ |
| ミステリと言う勿れ                   | ミステリードラマ | フジテレビ        | 月曜21:00 - 21:54            | 菅田将暉     |
| ドクターホワイト                     | 医療ミステリー   | 関西テレビ        | 月曜22:00 - 22:54            | 浜辺美波     |
| ユーチューバーに娘はやらん!          |                  | テレビ東京        | 月曜23:06 - 23:55            | 佐々木希     |
| 恋の病と野郎組 Season2               |                  | 日本テレビ        | 火曜0:59 - 1:29 （月曜深夜） | ジャニーズJr |
| ファイトソング                       | 恋愛ドラマ       | TBS               | 火曜22:00 - 22:57            | 清原果耶     |
| ムチャブリ! わたしが社長になるなんて | 企業ドラマ       | 日本テレビ        | 水曜22:00 - 23:00            | 高畑充希     |
| となりのチカラ                       | ホームコメディー | テレビ朝日        | 木曜21:00 - 21:54            | 松本潤       |
| ゴシップ#彼女が知りたい本当の〇〇    |                  | フジテレビ        | 木曜22:00 - 22:54            | 黒木華       |
| 駐在刑事 Season3                     | 刑事ドラマ       | テレビ東京        | 金曜20:00 - 20:54            | 寺島進       |
| しもべえ                             |                  | NHK総合           | 金曜22:00 - 22:45            | 安田顕       |
| 妻、小学生になる。                   | ホーム・SFドラマ | TBS               | 金曜22:00 - 22:54            | 堤真一       |
| 愛しい嘘〜優しい闇〜                 | ラブサスペンス   | テレビ朝日        | 金曜23:15 - 翌0:15           | 波瑠         |
| わげもん〜長崎通訳異聞〜             |                  | NHK総合           | 土曜21:00 - 21:49            | 永瀬廉       |
| 逃亡医F                              | 医療ドラマ       | 日本テレビ        | 土曜22:00 - 22:54            | 成田凌       |
| もしも、イケメンだけの高校があったら | 学園ドラマ       | テレビ朝日        | 土曜23:00 - 23:30            | 細田佳央太   |
| 鹿楓堂よついろ日和                   |                  | テレビ朝日        | 土曜23:30 - 翌0:00           | 小瀧望       |
| おいハンサム!!                       |                  | 東海テレビ        | 土曜23:40 - 翌0:35           | 吉田鋼太郎   |
| 准教授・高槻彰良の推察 Season2       |                  | 東海テレビ、WOWOW | 土曜23:40 - 翌0:35           | 伊野尾慧     |
| DCU                                  | サスペンスドラマ | TBS               | 日曜21:00 - 21:54            | 阿部寛       |

| 作品名                                            | ジャンル           | 制作局     | 放送日時                     | 主演               |
| ------------------------------------------------- | ------------------ | ---------- | ---------------------------- | ------------------ |
| 元彼の遺言状                                      | ミステリードラマ   | フジテレビ | 月曜21:00 - 21:54            | 綾瀬はるか         |
| 恋なんて、本気でやってどうするの?                 | 恋愛ドラマ         | 関西テレビ | 月曜22:00 - 22:54            | 広瀬アリス         |
| 吉祥寺ルーザーズ                                  |                    | テレビ東京 | 月曜23:06 - 23:55            | 増田貴久           |
| 受付のジョー                                      |                    | 日本テレビ | 火曜0:59 - 1:29 （月曜深夜） | 神宮寺勇太         |
| 正直不動産                                        | コメディー         | NHK総合    | 火曜22:00 - 22:45            | 山下智久           |
| 持続可能な恋ですか?〜父と娘の結婚行進曲〜         |                    | TBS        | 火曜22:00 - 22:57            | 上野樹里           |
| 特捜9（season5）                                  | 刑事ドラマ         | テレビ朝日 | 水曜21:00 - 21:54            | 井ノ原快彦         |
| 悪女(わる)〜働くのがカッコ悪いなんて誰が言った?〜 | 企業ドラマ         | 日本テレビ | 水曜22:00 - 23:00            | 今田美桜           |
| ナンバMG5                                         | ヤンキードラマ     | フジテレビ | 水曜22:00 - 22:54            | 間宮祥太朗         |
| 警視庁・捜査一課長（Season6）                     | 刑事ドラマ         | テレビ朝日 | 木曜20:00 - 20:54            | 内藤剛志           |
| 未来への10カウント                                | 学園スポーツドラマ | テレビ朝日 | 木曜21:00 - 21:54            | 木村拓哉           |
| やんごとなき一族                                  | 恋愛ドラマ         | フジテレビ | 木曜22:00 - 22:54            | 土屋太鳳           |
| 嫌われ監察官 音無一六                             | 刑事ドラマ         | テレビ東京 | 金曜20:00 - 20:54            | 小日向文世         |
| インビジブル                                      |                    | TBS        | 金曜22:00 - 22:54            | 高橋一生           |
| 家政夫のミタゾノ（第5シリーズ）                   | ヒューマンドラマ   | テレビ朝日 | 金曜23:15 - 翌0:15           | 松岡昌宏           |
| 17才の帝国                                        |                    | NHK総合    | 土曜22:00 - 22:50            | 神尾楓珠           |
| パンドラの果実〜科学犯罪捜査ファイル〜            |                    | 日本テレビ | 土曜22:00 - 22:54            | ディーン・フジオカ |
| 妖怪シェアハウス-帰ってきたん怪-                  | ホラーコメディー   | テレビ朝日 | 土曜23:00 - 23:30            | 小芝風花           |
| 俺の可愛いはもうすぐ消費期限!?                    | ラブコメディー     | テレビ朝日 | 土曜23:30 - 翌0:00           | 山田涼介           |
| クロステイル 〜探偵教室〜                         |                    | 東海テレビ | 土曜23:40 - 翌0:35           | 鈴鹿央士           |
| マイファミリー                                    | ミステリードラマ   | TBS        | 日曜21:00 - 21:54            | 二宮和也           |
| 金田一少年の事件簿                                | 推理ドラマ         | 日本テレビ | 日曜22:30 - 23:25            | 道枝駿佑           |

| 作品名                                 | ジャンル         | 制作局     | 放送日時                     | 主演                      |
| -------------------------------------- | ---------------- | ---------- | ---------------------------- | ------------------------- |
| 競争の番人                             |                  | フジテレビ | 月曜21:00 - 21:54            | 坂口健太郎 杏             |
| 魔法のリノベ                           | ビジネスドラマ   | 関西テレビ | 月曜22:00 - 22:54            | 波瑠                      |
| 赤いナースコール                       |                  | テレビ東京 | 月曜23:06 - 23:55            | 佐藤勝利                  |
| 消しゴムをくれた女子を好きになった。   |                  | 日本テレビ | 火曜0:59 - 1:29 （月曜深夜） | 大橋和也                  |
| プリズム                               |                  | NHK総合    | 火曜22:00 - 22:45            | 杉咲花                    |
| ユニコーンに乗って                     |                  | TBS        | 火曜22:00 - 22:57            | 永野芽郁                  |
| 刑事7人（SEASON8）                     | 刑事ドラマ       | テレビ朝日 | 水曜21:00 - 21:54            | 東山紀之                  |
| 家庭教師のトラコ                       | ホームドラマ     | 日本テレビ | 水曜22:00 - 23:00            | 橋本愛                    |
| テッパチ!                              | 人間ドラマ       | フジテレビ | 水曜22:00 - 22:54            | 町田啓太                  |
| 遺留捜査（第7シーズン）                | 刑事ドラマ       | テレビ朝日 | 木曜20:00 - 20:54            | 上川隆也                  |
| 六本木クラス                           | ビジネスドラマ   | テレビ朝日 | 木曜21:00 - 21:54            | 竹内涼真                  |
| 純愛ディソナンス                       | 恋愛ドラマ       | フジテレビ | 木曜22:00 - 22:54            | 中島裕翔                  |
| 警視庁強行犯係 樋口顕 Season2          | 刑事ドラマ       | テレビ東京 | 金曜20:00 - 20:54            | 内藤剛志                  |
| 石子と羽男-そんなコトで訴えます?-      | リーガルドラマ   | TBS        | 金曜22:00 - 22:54            | 有村架純 中村倫也         |
| NICE FLIGHT!                           | 空港恋愛ドラマ   | テレビ朝日 | 金曜23:15 - 翌0:15           | 玉森裕太                  |
| 空白を満たしなさい                     |                  | NHK総合    | 土曜22:00 - 22:50            | 柄本佑                    |
| 初恋の悪魔                             |                  | 日本テレビ | 土曜22:00 - 22:54            | 林遣都 仲野太賀           |
| トモダチゲームR4                       | ミステリードラマ | テレビ朝日 | 土曜23:00 - 翌0:00           | 美 少年 井上瑞稀 猪狩蒼弥 |
| 僕の大好きな妻!                        | 人間ドラマ       | 東海テレビ | 土曜23:40 - 翌0:35           | 百田夏菜子                |
| 個人差あります                         |                  | 東海テレビ | 土曜23:40 - 翌0:35           | 夏菜                      |
| オールドルーキー                       | 社会派ドラマ     | TBS        | 日曜21:00 - 21:54            | 綾野剛                    |
| 新・信長公記〜クラスメートは戦国武将〜 | 学園ドラマ       | 読売テレビ | 日曜22:30 - 23:25            | 永瀬廉                    |

| 作品名                                   | ジャンル         | 制作局     | 放送日時                     | 主演       |
| ---------------------------------------- | ---------------- | ---------- | ---------------------------- | ---------- |
| PICU 小児集中治療室                      | 医療ドラマ       | フジテレビ | 月曜21:00 - 21:54            | 吉沢亮     |
| エルピス-希望、あるいは災い-             | サスペンスドラマ | 関西テレビ | 月曜22:00 - 22:54            | 長澤まさみ |
| 警視庁考察一課                           | 刑事ドラマ       | テレビ東京 | 月曜23:06 - 23:55            | 船越英一郎 |
| 束の間の一花                             |                  | 日本テレビ | 火曜0:59 - 1:29 （月曜深夜） | 京本大我   |
| 科捜研の女（Season22）                   | 刑事ドラマ       | テレビ朝日 | 火曜21:00 - 21:54            | 沢口靖子   |
| 拾われた男 LOST MAN FOUND                |                  | NHK総合    | 火曜22:00 - 22:45            | 仲野太賀   |
| 君の花になる                             | ヒューマンドラマ | TBS        | 火曜22:00 - 22:57            | 本田翼     |
| 相棒（season21）                         | 刑事ドラマ       | テレビ朝日 | 水曜21:00 - 21:54            | 水谷豊     |
| ファーストペンギン!                      | 人間ドラマ       | 日本テレビ | 水曜22:00 - 23:00            | 奈緒       |
| 親愛なる僕へ殺意をこめて                 | ミステリードラマ | フジテレビ | 水曜22:00 - 22:54            | 山田涼介   |
| ザ・トラベルナース                       | 医療ドラマ       | テレビ朝日 | 木曜21:00 - 21:54            | 岡田将生   |
| silent                                   | 恋愛ドラマ       | フジテレビ | 木曜22:00 - 22:54            | 川口春奈   |
| 記憶捜査2〜新宿東署事件ファイル〜        | 刑事ドラマ       | テレビ東京 | 金曜20:00 - 20:54            | 北大路欣也 |
| クロサギ                                 | ノワールドラマ   | TBS        | 金曜22:00 - 22:54            | 平野紫耀   |
| 最初はパー                               | コメディードラマ | テレビ朝日 | 金曜23:15 - 翌0:15           | ジェシー   |
| 一橋桐子の犯罪日記                       |                  | NHK総合    | 土曜22:00 - 22:50            | 松坂慶子   |
| 祈りのカルテ 研修医の謎解き診察記録      | 医療ドラマ       | 日本テレビ | 土曜22:00 - 22:54            | 玉森裕太   |
| ボーイフレンド降臨!                      | ラブコメディー   | テレビ朝日 | 土曜23:00 - 23:30            | 髙橋海人   |
| ジャパニーズスタイル                     | シットコム       | テレビ朝日 | 土曜23:30 - 翌0:00           | 仲野太賀   |
| 最高のオバハン 中島ハルコ（第2シリーズ） |                  | 東海テレビ | 土曜23:40 - 翌0:35           | 大地真央   |
| アトムの童                               |                  | TBS        | 日曜21:00 - 21:54            | 山﨑賢人   |
| 霊媒探偵・城塚翡翠                       | サスペンスドラマ | 日本テレビ | 日曜22:30 - 23:25            | 清原果耶   |
| invert 城塚翡翠 倒叙集                   | サスペンスドラマ | 日本テレビ | 日曜22:30 - 23:25            | 清原果耶   |

## 2023年
| 作品名                                | ジャンル           | 制作局     | 放送日時                     | 主演       |
| ------------------------------------- | ------------------ | ---------- | ---------------------------- | ---------- |
| 女神の教室〜リーガル青春白書〜        | リーガルドラマ     | フジテレビ | 月曜21:00 - 21:54            | 北川景子   |
| 罠の戦争                              | サスペンスドラマ   | 関西テレビ | 月曜22:00 - 22:54            | 草彅剛     |
| ダ・カーポしませんか?                 | ヒューマンドラマ   | テレビ東京 | 月曜23:06 - 23:55            | 武田鉄矢   |
| すきすきワンワン!                     |                    | 日本テレビ | 火曜0:59 - 1:29 （月曜深夜） | 岸優太     |
| 星降る夜に                            | 恋愛ドラマ         | テレビ朝日 | 火曜21:00 - 21:54            | 吉高由里子 |
| 大奥                                  | 時代劇             | NHK総合    | 火曜22:00 - 22:45            |            |
| 夕暮れに、手をつなぐ                  | 恋愛ドラマ         | TBS        | 火曜22:00 - 22:57            | 広瀬すず   |
| リバーサルオーケストラ                |                    | 日本テレビ | 水曜22:00 - 23:00            | 門脇麦     |
| スタンドUPスタート                    | ヒューマンドラマ   | フジテレビ | 水曜22:00 - 22:54            | 竜星涼     |
| 警視庁アウトサイダー                  | 刑事ドラマ         | テレビ朝日 | 木曜21:00 - 21:54            | 西島秀俊   |
| 忍者に結婚は難しい                    | ラブコメディー     | フジテレビ | 木曜22:00 - 22:54            | 菜々緒     |
| 今野敏サスペンス 機捜235              | 刑事ドラマ         | テレビ東京 | 金曜20:00 - 20:54            | 中村梅雀   |
| 100万回 言えばよかった                | 恋愛ドラマ         | TBS        | 金曜22:00 - 22:54            | 井上真央   |
| リエゾン-こどものこころ診療所-        | 医療ドラマ         | テレビ朝日 | 金曜23:15 - 翌0:15           | 山崎育三郎 |
| 探偵ロマンス                          | ヒューマンドラマ   | NHK総合    | 土曜22:00 - 22:50            | 濱田岳     |
| 大病院占拠                            | サスペンスドラマ   | 日本テレビ | 土曜22:00 - 22:54            | 櫻井翔     |
| ハマる男に蹴りたい女                  | ラブコメディー     | テレビ朝日 | 土曜23:00 - 23:30            | 藤ヶ谷太輔 |
| 6秒間の軌跡〜花火師・望月星太郎の憂鬱 | ホームドラマ       | テレビ朝日 | 土曜23:30 - 翌0:00           | 高橋一生   |
| 三千円の使いかた                      | ホームドラマ       | 東海テレビ | 土曜23:40 - 翌0:35           | 葵わかな   |
| Get Ready!                            | 医療ドラマ         | TBS        | 日曜21:00 - 21:54            | 妻夫木聡   |
| ブラッシュアップライフ                | ヒューマンコメディ | 日本テレビ | 日曜22:30 - 23:25            | 安藤サクラ |

| 作品名                                        | ジャンル           | 制作局     | 放送日時                     | 主演                |
| --------------------------------------------- | ------------------ | ---------- | ---------------------------- | ------------------- |
| 風間公親-教場0-                               |                    | フジテレビ | 月曜21:00 - 21:54            | 木村拓哉            |
| 合理的にあり得ない 〜探偵・上水流涼子の解明〜 | ミステリー         | 関西テレビ | 月曜22:00 - 22:54            | 天海祐希            |
| かしましめし                                  | グルメドラマ       | テレビ東京 | 月曜23:06 - 23:55            | 前田敦子            |
| 春は短し恋せよ男子。                          |                    | 日本テレビ | 火曜0:59 - 1:29 （月曜深夜） | 美 少年             |
| unknown                                       | サスペンスドラマ   | テレビ朝日 | 火曜21:00 - 21:54            | 高畑充希 田中圭     |
| 育休刑事                                      | 刑事ドラマ         | NHK総合    | 火曜22:00 - 22:45            | 金子大地            |
| 王様に捧ぐ薬指                                | 恋愛ドラマ         | TBS        | 火曜22:00 - 22:57            | 橋本環奈            |
| 特捜9（season6）                              | 刑事ドラマ         | テレビ朝日 | 水曜21:00 - 21:54            | 井ノ原快彦          |
| それってパクリじゃないですか?                 | 経済ドラマ         | 日本テレビ | 水曜22:00 - 23:00            | 芳根京子            |
| わたしのお嫁くん                              | ラブコメディー     | フジテレビ | 水曜22:00 - 22:54            | 波瑠                |
| ケイジとケンジ、時々ハンジ。                  | 刑事ドラマ         | テレビ朝日 | 木曜21:00 - 21:54            | 桐谷健太            |
| あなたがしてくれなくても                      | 恋愛ドラマ         | フジテレビ | 木曜22:00 - 22:54            | 奈緒                |
| 弁護士ソドム                                  | リーガルドラマ     | テレビ東京 | 金曜20:00 - 20:54            | 福士蒼汰            |
| ペンディングトレイン -8時23分、明日 君と      | ヒューマンドラマ   | TBS        | 金曜22:00 - 22:54            | 山田裕貴            |
| 波よ聞いてくれ                                | ヒューマンドラマ   | テレビ朝日 | 金曜23:15 - 翌0:15           | 小芝風花            |
| 正義の天秤 (Season2)                          | 法廷ミステリー     | NHK総合    | 土曜22:00 - 22:50            | 亀梨和也            |
| Dr.チョコレート                               | 医療ドラマ         | 日本テレビ | 土曜22:00 - 22:54            | 坂口健太郎          |
| 帰ってきたぞよ!コタローは1人暮らし            | 人間コメディー     | テレビ朝日 | 土曜23:00 - 23:30            | 横山裕              |
| 月読くんの禁断お夜食                          | グルメドラマ       | テレビ朝日 | 土曜23:30 - 翌0:00           | 萩原利久            |
| グランマの憂鬱                                | ホームドラマ       | 東海テレビ | 土曜23:40 - 翌0:35           | 萬田久子            |
| ラストマン-全盲の捜査官-                      | ミステリー         | TBS        | 日曜21:00 - 21:54            | 福山雅治            |
| 日曜の夜ぐらいは…                             | ヒューマンドラマ   | 朝日放送   | 日曜22:00 - 22:54            | 清野菜名            |
| だが、情熱はある                              | ヒューマンコメディ | 日本テレビ | 日曜22:30 - 23:25            | 森本慎太郎 髙橋海人 |

| 作品名                              | ジャンル           | 制作局     | 放送日時                     | 主演              |
| ----------------------------------- | ------------------ | ---------- | ---------------------------- | ----------------- |
| 真夏のシンデレラ                    | 恋愛ドラマ         | フジテレビ | 月曜21:00 - 21:54            | 森七菜 間宮祥太朗 |
| 転職の魔王様                        | ビジネスドラマ     | 関西テレビ | 月曜22:00 - 22:54            | 成田凌            |
| さらば、佳き日                      |                    | テレビ東京 | 月曜23:06 - 23:55            | 山下美月 鈴木仁   |
| やわ男とカタ子                      |                    | テレビ東京 | 月曜23:06 - 23:55            | 三浦翔平          |
| 紅さすライフ                        |                    | 日本テレビ | 火曜0:59 - 1:29 （月曜深夜） | 大西流星          |
| シッコウ!!〜犬と私と執行官〜        | リーガルドラマ     | テレビ朝日 | 火曜21:00 - 21:54            | 伊藤沙莉          |
| しずかちゃんとパパ                  |                    | NHK総合    | 火曜22:00 - 22:45            | 吉岡里帆          |
| 18/40〜ふたりなら夢も恋も〜         |                    | TBS        | 火曜22:00 - 22:57            | 福原遥 深田恭子   |
| 刑事7人（season9）                  | 刑事ドラマ         | テレビ朝日 | 水曜21:00 - 21:54            | 東山紀之          |
| 科捜研の女（Season23）              | 刑事ドラマ         | テレビ朝日 | 水曜21:00 - 21:54            | 沢口靖子          |
| こっち向いてよ向井くん              | 恋愛ドラマ         | 日本テレビ | 水曜22:00 - 23:00            | 赤楚衛二          |
| ばらかもん                          | ヒューマンコメディ | フジテレビ | 水曜22:00 - 22:54            | 杉野遥亮          |
| ハヤブサ消防団                      | ミステリー         | テレビ朝日 | 木曜21:00 - 21:54            | 中村倫也          |
| この素晴らしき世界                  | ヒューマンコメディ | フジテレビ | 木曜22:00 - 22:54            | 若村麻由美        |
| ブラックポストマン                  | サスペンスドラマ   | テレビ東京 | 金曜20:00 - 20:54            | 田中圭            |
| トリリオンゲーム                    | ヒューマンドラマ   | TBS        | 金曜22:00 - 22:54            | 目黒蓮            |
| 警部補ダイマジン                    | サスペンスドラマ   | テレビ朝日 | 金曜23:15 - 翌0:15           | 生田斗真          |
| やさしい猫                          |                    | NHK総合    | 土曜22:00 - 22:50            | 優香              |
| 最高の教師 1年後、私は生徒に■された | 学園ドラマ         | 日本テレビ | 土曜22:00 - 22:54            | 松岡茉優          |
| ノッキンオン・ロックドドア          | ミステリー         | テレビ朝日 | 土曜23:00 - 23:30            | 松村北斗 西畑大吾 |
| ハレーションラブ                    | ミステリー         | テレビ朝日 | 土曜23:30 - 翌0:00           | 髙橋ひかる        |
| テイオーの長い休日                  |                    | 東海テレビ | 土曜23:40 - 翌0:35           | 船越英一郎        |
| ギフテッド Season1                  |                    | 東海テレビ | 土曜23:40 - 翌0:35           | 増田貴久          |
| VIVANT                              |                    | TBS        | 日曜21:00 - 21:54            | 堺雅人            |
| 何曜日に生まれたの                  |                    | 朝日放送   | 日曜22:00 - 22:54            | 飯豊まりえ        |
| CODE-願いの代償-                    | サスペンスドラマ   | 読売テレビ | 日曜22:30 - 23:25            | 坂口健太郎        |

| 作品名                                   | ジャンル | 制作局     | 放送日時                     | 主演                         |
| ---------------------------------------- | -------- | ---------- | ---------------------------- | ---------------------------- |
| ONE DAY〜聖夜のから騒ぎ〜                |          | フジテレビ | 月曜21:00 - 21:54            | 二宮和也 中谷美紀 大沢たかお |
| トクメイ!警視庁特別会計係                |          | 関西テレビ | 月曜22:00 - 22:54            | 橋本環奈                     |
| けむたい姉とずるい妹                     |          | テレビ東京 | 月曜23:06 - 23:55            | 栗山千明                     |
| SHUT UP                                  |          | テレビ東京 | 月曜23:06 - 23:55            | 仁村紗和                     |
| 君が死ぬまであと100日                    |          | 日本テレビ | 火曜0:59 - 1:29 （月曜深夜） | 髙橋優斗 井上瑞稀            |
| 家政夫のミタゾノ(第6シリーズ)            |          | テレビ朝日 | 火曜21:00 - 21:54            | 松岡昌宏                     |
| 大奥                                     | 時代劇   | NHK総合    | 火曜22:00 - 22:45            |                              |
| マイ・セカンド・アオハル                 |          | TBS        | 火曜22:00 - 22:57            | 広瀬アリス                   |
| 相棒（season22）                         |          | テレビ朝日 | 水曜21:00 - 21:54            | 水谷豊                       |
| コタツがない家                           |          | 日本テレビ | 水曜22:00 - 23:00            | 小池栄子                     |
| パリピ孔明                               |          | フジテレビ | 水曜22:00 - 22:54            | 向井理                       |
| ゆりあ先生の赤い糸                       |          | テレビ朝日 | 木曜21:00 - 21:54            | 菅野美穂                     |
| いちばんすきな花                         |          | フジテレビ | 木曜22:00 - 22:54            | 多部未華子                   |
| ハイエナ                                 |          | テレビ東京 | 金曜20:00 - 20:54            | 篠原涼子 山崎育三郎          |
| うちの弁護士は手がかかる                 |          | フジテレビ | 金曜21:00 - 21:58            | ムロツヨシ                   |
| フェルマーの料理                         |          | TBS        | 金曜22:00 - 22:54            | 高橋文哉 志尊淳              |
| 今日からヒットマン                       |          | テレビ朝日 | 金曜23:15 - 翌0:15           | 相葉雅紀                     |
| 遥かなる山の呼び声                       |          | NHK総合    | 土曜22:00 - 22:50            | 阿部寛 常盤貴子              |
| ガラパゴス                               |          | NHK総合    | 土曜22:00 - 22:50            | 織田裕二                     |
| ゼイチョー〜「払えない」にはワケがある〜 |          | 日本テレビ | 土曜22:00 - 22:54            | 菊池風磨                     |
| 単身花日                                 |          | テレビ朝日 | 土曜23:00 - 23:30            | 重岡大毅                     |
| 泥濘の食卓                               |          | テレビ朝日 | 土曜23:30 - 翌0:00           | 齊藤京子                     |
| あたりのキッチン!                        |          | 東海テレビ | 土曜23:40 - 翌0:35           | 桜田ひより                   |
| 下剋上球児                               |          | TBS        | 日曜21:00 - 21:54            | 鈴木亮平                     |
| たとえあなたを忘れても                   |          | 朝日放送   | 日曜22:00 - 22:54            | 堀田真由                     |
| セクシー田中さん                         |          | 日本テレビ | 日曜22:30 - 23:25            | 木南晴夏                     |

## 2024年
| 作品名                                         | ジャンル | 制作局     | 放送日時                     | 主演                     |
| ---------------------------------------------- | -------- | ---------- | ---------------------------- | ------------------------ |
| 君が心をくれたから                             |          | フジテレビ | 月曜21:00 - 21:54            | 永野芽郁 山田裕貴        |
| 春になったら                                   |          | 関西テレビ | 月曜22:00 - 22:54            | 木梨憲武 奈緒            |
| ブラックガールズトーク                         |          | テレビ東京 | 月曜23:06 - 23:55            | 朝日奈央 関水渚 石井杏奈 |
| 先生さようなら                                 |          | 日本テレビ | 火曜0:59 - 1:29 （月曜深夜） | 渡辺翔太                 |
| マルス-ゼロの革命-                             |          | テレビ朝日 | 火曜21:00 - 21:54            | 道枝駿佑                 |
| 正直不動産 （シーズン2)                        |          | NHK総合    | 火曜22:00 - 22:45            | 山下智久                 |
| Eye Love You                                   |          | TBS        | 火曜22:00 - 22:57            | 二階堂ふみ               |
| となりのナースエイド                           |          | 日本テレビ | 水曜22:00 - 23:00            | 川栄李奈                 |
| 婚活1000本ノック                               |          | フジテレビ | 水曜22:00 - 22:54            | 福田麻貴                 |
| グレイトギフト                                 |          | テレビ朝日 | 木曜21:00 - 21:54            | 反町隆史                 |
| 大奥                                           | 時代劇   | フジテレビ | 木曜22:00 - 22:54            | 小芝風花                 |
| ジャンヌの裁き                                 |          | テレビ東京 | 金曜20:00 - 20:54            | 玉木宏                   |
| 院内警察                                       |          | フジテレビ | 金曜21:00 - 21:58            | 桐谷健太 瀬戸康史        |
| 不適切にもほどがある!                          |          | TBS        | 金曜22:00 - 22:54            | 阿部サダヲ               |
| おっさんずラブ-リターンズ-                     |          | テレビ朝日 | 金曜23:15 - 翌0:15           | 田中圭                   |
| お別れホスピタル                               |          | NHK総合    | 土曜22:00 - 22:50            | 岸井ゆきの               |
| 新空港占拠                                     |          | 日本テレビ | 土曜22:00 - 22:54            | 櫻井翔                   |
| 恋する警護24時                                 |          | テレビ朝日 | 土曜23:00 - 23:30            | 岩本照                   |
| 離婚しない男-サレ夫と悪嫁の騙し愛-             |          | テレビ朝日 | 土曜23:30 - 翌0:00           | 伊藤淳史                 |
| おっさんのパンツがなんだっていいじゃないか!    |          | 東海テレビ | 土曜23:40 - 翌0:35           | 原田泰造                 |
| さよならマエストロ〜父と私のアパッシオナート〜 |          | TBS        | 日曜21:00 - 21:54            | 西島秀俊                 |
| アイのない恋人たち                             |          | 朝日放送   | 日曜22:00 - 22:54            | 福士蒼汰                 |
| 厨房のありす                                   |          | 日本テレビ | 日曜22:30 - 23:25            | 門脇麦                   |

| 作品名                                       | ジャンル   | 制作局     | 放送日時           | 主演                |
| -------------------------------------------- | ---------- | ---------- | ------------------ | ------------------- |
| 366日                                        |            | フジテレビ | 月曜21:00 - 21:54  | 広瀬アリス          |
| アンメット-ある脳外科医の日記-               |            | 関西テレビ | 月曜22:00 - 22:54  | 杉咲花              |
| 95                                           |            | テレビ東京 | 月曜23:06 - 23:55  | 髙橋海人            |
| Destiny                                      |            | テレビ朝日 | 火曜21:00 - 21:54  | 石原さとみ          |
| 燕は戻ってこない                             |            | NHK総合    | 火曜22:00 - 22:45  | 石橋静河            |
| くるり〜誰が私と恋をした?〜                  |            | TBS        | 火曜22:00 - 22:57  | 生見愛瑠            |
| 特捜9（season7）                             | 刑事ドラマ | テレビ朝日 | 水曜21:00 - 21:54  | 井ノ原快彦          |
| ブルーモーメント                             |            | フジテレビ | 水曜22:00 - 22:54  | 山下智久            |
| Believe-君にかける橋-                        |            | テレビ朝日 | 木曜21:00 - 21:54  | 木村拓哉            |
| Re:リベンジ-欲望の果てに-                    |            | フジテレビ | 木曜22:00 - 22:54  | 赤楚衛二            |
| ダブルチート 偽りの警官                      |            | テレビ東京 | 金曜20:00 - 20:54  | 向井理              |
| イップス                                     |            | フジテレビ | 金曜21:00 - 21:58  | 篠原涼子 バカリズム |
| 9ボーダー                                    |            | TBS        | 金曜22:00 - 22:54  | 川口春奈            |
| JKと六法全書                                 |            | テレビ朝日 | 金曜23:15 - 翌0:15 | 幸澤沙良            |
| 花咲舞が黙ってない（第3シリーズ）            |            | 日本テレビ | 土曜21:00 - 21:54  | 今田美桜            |
| パーセント                                   |            | NHK総合    | 土曜22:00 - 22:50  | 伊藤万理華          |
| 街並み照らすヤツら                           |            | 日本テレビ | 土曜22:00 - 22:54  | 森本慎太郎          |
| 東京タワー                                   |            | テレビ朝日 | 土曜23:00 - 23:30  | 永瀬廉              |
| 6秒間の軌跡〜花火師・望月星太郎の2番目の憂鬱 |            | テレビ朝日 | 土曜23:30 - 翌0:00 | 高橋一生            |
| おいハンサム!!2                              |            | 東海テレビ | 土曜23:40 - 翌0:35 | 吉田鋼太郎          |
| アンチヒーロー                               |            | TBS        | 日曜21:00 - 21:54  | 長谷川博己          |
| ミス・ターゲット                             |            | 朝日放送   | 日曜22:00 - 22:54  | 松本まりか          |
| ACMA:GAME アクマゲーム                       |            | 日本テレビ | 日曜22:30 - 23:25  | 間宮祥太朗          |

| 作品名                                              | ジャンル   | 制作局     | 放送日時           | 主演                           |
| --------------------------------------------------- | ---------- | ---------- | ------------------ | ------------------------------ |
| 海のはじまり                                        |            | フジテレビ | 月曜21:00 - 21:54  | 目黒蓮                         |
| マウンテンドクター                                  |            | 関西テレビ | 月曜22:00 - 22:54  | 杉野遥亮                       |
| 夫の家庭を壊すまで                                  |            | テレビ東京 | 月曜23:06 - 23:55  | 松本まりか                     |
| 南くんが恋人!?                                      |            | テレビ朝日 | 火曜21:00 - 21:54  | 飯沼愛                         |
| 家族だから愛したんじゃなくて、愛したのが家族だった  |            | NHK総合    | 火曜22:00 - 22:45  | 河合優実                       |
| 西園寺さんは家事をしない                            |            | TBS        | 火曜22:00 - 22:57  | 松本若菜                       |
| 科捜研の女（Season24）                              | 刑事ドラマ | テレビ朝日 | 水曜21:00 - 21:54  | 沢口靖子                       |
| 新宿野戦病院                                        |            | フジテレビ | 水曜22:00 - 22:54  | 小池栄子 仲野太賀              |
| スカイキャッスル                                    |            | テレビ朝日 | 木曜21:00 - 21:54  | 松下奈緒                       |
| ギークス〜警察署の変人たち〜                        |            | フジテレビ | 木曜22:00 - 22:54  | 松岡茉優 田中みな実 滝沢カレン |
| しょせん他人事ですから 〜とある弁護士の本音の仕事〜 |            | テレビ東京 | 金曜20:00 - 20:54  | 中島健人                       |
| ビリオン×スクール                                   |            | フジテレビ | 金曜21:00 - 21:58  | 山田涼介                       |
| 笑うマトリョーシカ                                  |            | TBS        | 金曜22:00 - 22:54  | 水川あさみ                     |
| 伝説の頭 翔                                         |            | テレビ朝日 | 金曜23:15 - 翌0:15 | 高橋文哉                       |
| GO HOME〜警視庁身元不明人相談室〜                   |            | 日本テレビ | 土曜21:00 - 21:54  | 小芝風花                       |
| Shrink-精神科医ヨワイ-                              |            | NHK総合    | 土曜22:00 - 22:50  | 中村倫也                       |
| マル秘の密子さん                                    |            | 日本テレビ | 土曜22:00 - 22:54  | 福原遥                         |
| 青島くんはいじわる                                  |            | テレビ朝日 | 土曜23:00 - 23:30  | 中村アン 渡辺翔太              |
| 顔に泥を塗る                                        |            | テレビ朝日 | 土曜23:30 - 翌0:00 | 髙橋ひかる                     |
| ギフテッド（Season2）                               |            | 東海テレビ | 土曜23:40 - 翌0:35 | 増田貴久                       |
| 嗤う淑女                                            |            | 東海テレビ | 土曜23:40 - 翌0:35 | 内田理央                       |
| ブラックペアン（シーズン2）                         |            | TBS        | 日曜21:00 - 21:54  | 二宮和也                       |
| 素晴らしき哉、先生!                                 |            | 朝日放送   | 日曜22:00 - 22:54  | 生田絵梨花                     |
| 降り積もれ孤独な死よ                                |            | 読売テレビ | 日曜22:30 - 23:25  | 成田凌                         |

| 作品名                          | ジャンル | 制作局     | 放送日時           | 主演              |
| ------------------------------- | -------- | ---------- | ------------------ | ----------------- |
| 嘘解きレトリック                |          | フジテレビ | 月曜21:00 - 21:54  | 鈴鹿央士 松本穂香 |
| モンスター                      |          | 関西テレビ | 月曜22:00 - 22:54  | 趣里              |
| Qrosの女 スクープという名の狂気 |          | テレビ東京 | 月曜23:06 - 23:55  | 桐谷健太          |
| オクラ〜迷宮入り事件捜査〜      |          | フジテレビ | 火曜21:00 - 21:54  | 反町隆史 杉野遥亮 |
| 民王R                           |          | テレビ朝日 | 火曜21:00 - 21:54  | 遠藤憲一          |
| 宙わたる教室                    |          | NHK総合    | 火曜22:00 - 22:45  | 窪田正孝          |
| あのクズを殴ってやりたいんだ    |          | TBS        | 火曜22:00 - 22:57  | 奈緒              |
| 相棒season23                    |          | テレビ朝日 | 水曜21:00 - 21:54  | 水谷豊            |
| 全領域異常解決室                |          | フジテレビ | 水曜22:00 - 22:54  | 藤原竜也          |
| ザ・トラベルナース(第2シリーズ) |          | テレビ朝日 | 木曜21:00 - 21:54  | 岡田将生          |
| わたしの宝物                    |          | フジテレビ | 木曜22:00 - 22:54  | 松本若菜          |
| D&D〜医者と刑事の捜査線〜       |          | テレビ東京 | 金曜21:00 - 21:54  | 藤木直人          |
| ライオンの隠れ家                |          | TBS        | 金曜22:00 - 22:54  | 柳楽優弥          |
| 無能の鷹                        |          | テレビ朝日 | 金曜23:15 - 翌0:15 | 菜々緒            |
| 放課後カルテ                    |          | 日本テレビ | 土曜21:00 - 21:54  | 松下洸平          |
| 3000万                          |          | NHK総合    | 土曜22:00 - 22:50  | 安達祐実          |
| 潜入兄妹 特殊詐欺特命捜査官     |          | 日本テレビ | 土曜22:00 - 22:54  | 竜星涼 八木莉可子 |
| 私たちが恋する理由              |          | テレビ朝日 | 土曜23:00 - 23:30  | 菊池風磨          |
| バントマン                      |          | 東海テレビ | 土曜23:40 - 翌0:35 | 鈴木伸之          |
| 海に眠るダイヤモンド            |          | TBS        | 日曜21:00 - 21:54  | 神木隆之介        |
| マイダイアリー                  |          | 朝日放送   | 日曜22:15 - 23:09  | 清原果耶          |
| 若草物語-恋する姉妹と恋せぬ私-  |          | 日本テレビ | 日曜22:30 - 23:25  | 堀田真由          |

## 2025年
| 作品名                                                            | ジャンル | 制作局     | 放送日時           | 主演                         |
| ----------------------------------------------------------------- | -------- | ---------- | ------------------ | ---------------------------- |
| 119エマージェンシーコール                                         |          | フジテレビ | 月曜21:00 - 21:54  | 清野菜名                     |
| 秘密〜THE TOP SECRET〜                                            |          | 関西テレビ | 月曜22:00 - 22:54  | 板垣李光人 中島裕翔          |
| 財閥復讐〜兄嫁になった元嫁へ〜                                    |          | テレビ東京 | 月曜23:06 - 23:55  | 渡邊圭祐 瀧本美織            |
| アイシー〜瞬間記憶捜査・柊班〜                                    |          | フジテレビ | 火曜21:00 - 21:54  | 波瑠                         |
| 家政夫のミタゾノ(第7シリーズ)                                     |          | テレビ朝日 | 火曜21:00 - 21:54  | 松岡昌宏                     |
| 東京サラダボウル                                                  |          | NHK総合    | 火曜22:00 - 22:45  | 奈緒 松田龍平                |
| まどか26歳、研修医やってます!                                     |          | TBS        | 火曜22:00 - 22:57  | 芳根京子                     |
| 問題物件                                                          |          | フジテレビ | 水曜22:00 - 22:54  | 上川隆也                     |
| プライベートバンカー                                              |          | テレビ朝日 | 木曜21:00 - 21:54  | 唐沢寿明                     |
| 日本一の最低男 ※私の家族はニセモノだった                          |          | フジテレビ | 木曜22:00 - 22:54  | 香取慎吾                     |
| 法廷のドラゴン                                                    |          | テレビ東京 | 金曜21:00 - 21:54  | 上白石萌音                   |
| クジャクのダンス、誰が見た?                                       |          | TBS        | 金曜22:00 - 22:54  | 広瀬すず                     |
| 僕のあざとい元カノ from あざとくて何が悪いの?                     |          | テレビ朝日 | 金曜23:15 - 翌0:15 | 藤原丈一郎 加藤史帆 谷まりあ |
| 相続探偵                                                          |          | 日本テレビ | 土曜21:00 - 21:54  | 赤楚衛二                     |
| リラの花咲くけものみち                                            |          | NHK総合    | 土曜22:00 - 22:50  | 山田杏奈                     |
| アンサンブル                                                      |          | 日本テレビ | 土曜22:00 - 22:54  | 川口春奈                     |
| ホンノウスイッチ                                                  |          | テレビ朝日 | 土曜23:00 - 23:30  | 宮近海斗 葵わかな            |
| 最高のオバハン中島ハルコ 〜マダム・イン・ちょこっとだけバンコク〜 |          | 東海テレビ | 土曜23:40 - 翌0:35 | 大地真央                     |
| 御上先生                                                          |          | TBS        | 日曜21:00 - 21:54  | 松坂桃李                     |
| フォレスト                                                        |          | 朝日放送   | 日曜22:15 - 23:09  | 比嘉愛未 岩田剛典            |
| ホットスポット                                                    |          | 日本テレビ | 日曜22:30 - 23:25  | 市川実日子                   |

| 作品名                                         | ジャンル | 制作局     | 放送日時           | 主演                         |
| ---------------------------------------------- | -------- | ---------- | ------------------ | ---------------------------- |
| 続・続・最後から二番目の恋                     |          | フジテレビ | 月曜21:00 - 21:54  | 小泉今日子                   |
| あなたを奪ったその日から                       |          | 関西テレビ | 月曜22:00 - 22:54  | 北川景子                     |
| 夫よ、死んでくれないか                         |          | テレビ東京 | 月曜23:06 - 23:55  | 安達祐実 相武紗季 磯山さやか |
| 人事の人見                                     |          | フジテレビ | 火曜21:00 - 21:54  | 松田元太                     |
| 天久鷹央の推理カルテ                           |          | テレビ朝日 | 火曜21:00 - 21:54  | 橋本環奈                     |
| しあわせは食べて寝て待て                       |          | NHK総合    | 火曜22:00 - 22:45  | 桜井ユキ                     |
| 対岸の家事〜これが、私の生きる道!〜            |          | TBS        | 火曜22:00 - 22:57  | 多部未華子                   |
| 特捜9 final season(season8)                    |          | テレビ朝日 | 水曜21:00 - 21:54  | 井ノ原快彦                   |
| Dr.アシュラ                                    |          | フジテレビ | 水曜22:00 - 22:54  | 松本若菜                     |
| 恋は闇                                         |          | 日本テレビ | 水曜22:00 - 23:00  | 志尊淳 岸井ゆきの            |
| PJ 〜航空救難団〜                              |          | テレビ朝日 | 木曜21:00 - 21:54  | 内野聖陽                     |
| 波うららかに、めおと日和                       |          | フジテレビ | 木曜22:00 - 22:54  | 芳根京子                     |
| 失踪人捜索班 消えた真実                        |          | テレビ東京 | 金曜21:00 - 21:54  | 町田啓太                     |
| イグナイト -法の無法者-                        |          | TBS        | 金曜22:00 - 22:54  | 間宮祥太朗                   |
| 魔物                                           |          | テレビ朝日 | 金曜23:15 - 翌0:15 | 麻生久美子                   |
| なんで私が神説教                               |          | 日本テレビ | 土曜21:00 - 21:54  | 広瀬アリス                   |
| 地震のあとで                                   |          | NHK総合    | 土曜22:00 - 22:49  | 岡田将生                     |
| ムサシノ輪舞曲                                 |          | テレビ朝日 | 土曜23:00 - 23:30  | 正門良規                     |
| ミッドナイト屋台〜ラ・ボンノォ〜               |          | 東海テレビ | 土曜23:40 - 翌0:35 | 神山智洋                     |
| キャスター                                     |          | TBS        | 日曜21:00 - 21:54  | 阿部寛                       |
| いつか、ヒーロー                               |          | 朝日放送   | 日曜22:15 - 23:09  | 桐谷健太                     |
| ダメマネ! -ダメなタレント、マネジメントします- |          | 日本テレビ | 日曜22:30 - 23:25  | 川栄李奈                     |

| 作品名                                | ジャンル | 制作局     | 放送日時           | 主演                       |
| ------------------------------------- | -------- | ---------- | ------------------ | -------------------------- |
| 明日はもっと、いい日になる            |          | フジテレビ | 月曜21:00 - 21:54  | 福原遥                     |
| 僕達はまだその星の校則を知らない      |          | 関西テレビ | 月曜22:00 - 22:54  | 磯村勇斗                   |
| レプリカ 元妻の復讐                   |          | テレビ東京 | 月曜23:06 - 23:55  | トリンドル玲奈             |
| スティンガース 警視庁おとり捜査検証室 |          | フジテレビ | 火曜21:00 - 21:54  | 森川葵                     |
| 誘拐の日                              |          | テレビ朝日 | 火曜21:00 - 21:54  | 斎藤工                     |
| 舟を編む ～私、辞書つくります～       |          | NHK総合    | 火曜22:00 - 22:45  | 池田エライザ               |
| 初恋DOGs                              |          | TBS        | 火曜22:00 - 22:57  | 清原果耶                   |
| 大追跡〜警視庁SSBC強行犯係〜          |          | テレビ朝日 | 水曜21:00 - 21:54  | 大森南朋 相葉雅紀 松下奈緒 |
| 最後の鑑定人                          |          | フジテレビ | 水曜22:00 - 22:54  | 藤木直人                   |
| ちはやふる-めぐり-                    |          | 日本テレビ | 水曜22:00 - 23:00  | 當真あみ                   |
| しあわせな結婚                        |          | テレビ朝日 | 木曜21:00 - 21:54  | 阿部サダヲ                 |
| 愛の、がっこう。                      |          | フジテレビ | 木曜22:00 - 22:54  | 木村文乃                   |
| 能面検事                              |          | テレビ東京 | 金曜21:00 - 21:54  | 上川隆也                   |
| DOPE 麻薬取締部特捜課                 |          | TBS        | 金曜22:00 - 22:54  | 髙橋海人 中村倫也          |
| 奪い愛、真夏                          |          | テレビ朝日 | 金曜23:15 - 翌0:15 | 松本まりか                 |
| 放送局占拠                            |          | 日本テレビ | 土曜21:00 - 21:54  | 櫻井翔                     |
| ひとりでしにたい                      |          | NHK総合    | 土曜22:00 - 22:49  | 綾瀬はるか                 |
| リベンジ・スパイ                      |          | テレビ朝日 | 土曜23:00 - 23:30  | 大橋和也                   |
| 浅草ラスボスおばあちゃん              |          | 東海テレビ | 土曜23:40 - 翌0:35 | 梅沢富美男                 |
| 19番目のカルテ                        |          | TBS        | 日曜21:00 - 21:54  | 松本潤                     |
| こんばんは、朝山家です。              |          | 朝日放送   | 日曜22:15 - 23:09  | 中村アン 小澤征悦          |
| DOCTOR PRICE                          |          | 日本テレビ | 日曜22:30 - 23:25  | 岩田剛典                   |

| 作品名                                      | ジャンル | 制作局     | 放送日時           | 主演                |
| ------------------------------------------- | -------- | ---------- | ------------------ | ------------------- |
|                                             |          | フジテレビ | 月曜21:00 - 21:54  |                     |
| 終幕のロンド -もう二度と、会えないあなたに- |          | 関西テレビ | 月曜22:00 - 22:54  | 草彅剛              |
| シナントロープ                              |          | テレビ東京 | 月曜23:06 - 23:55  | 水上恒司            |
| 新東京水上警察                              |          | フジテレビ | 火曜21:00 - 21:54  | 佐藤隆太            |
|                                             |          | テレビ朝日 | 火曜21:00 - 21:54  |                     |
| シバのおきて〜われら犬バカ編集部〜          |          | NHK総合    | 火曜22:00 - 22:45  | 大東駿介 飯豊まりえ |
| じゃあ、あんたが作ってみろよ                |          | TBS        | 火曜22:00 - 22:57  | 夏帆竹内涼真        |
|                                             |          | テレビ朝日 | 水曜21:00 - 21:54  |                     |
|                                             |          | フジテレビ | 水曜22:00 - 22:54  |                     |
|                                             |          | 日本テレビ | 水曜22:00 - 23:00  |                     |
| 緊急取調室                                  |          | テレビ朝日 | 木曜21:00 - 21:54  | 天海祐希            |
|                                             |          | フジテレビ | 木曜22:00 - 22:54  |                     |
|                                             |          | テレビ東京 | 金曜21:00 - 21:54  |                     |
| フェイクマミー                              |          | TBS        | 金曜22:00 - 22:54  | 波瑠 川栄李奈       |
|                                             |          | テレビ朝日 | 金曜23:15 - 翌0:15 |                     |
|                                             |          | 日本テレビ | 土曜21:00 - 21:54  |                     |
|                                             |          | NHK総合    | 土曜22:00 - 22:49  |                     |
|                                             |          | テレビ朝日 | 土曜23:00 - 23:30  |                     |
|                                             |          | 東海テレビ | 土曜23:40 - 翌0:35 |                     |
| ザ・ロイヤルファミリー                      |          | TBS        | 日曜21:00 - 21:54  | 妻夫木聡            |
| すべての恋が終わるとしても                  |          | 朝日放送   | 日曜22:15 - 23:09  | 神尾楓珠 葵わかな   |
| ぼくたちん家                                |          | 日本テレビ | 日曜22:30 - 23:25  | 及川光博            |